# Skopas
Skopas, italianizzato Scopas o Scopa (in greco antico: Σκόπας?, Skòpas; Paros, 417 a.C. circa – 330 a.C. circa), è stato uno scultore e architetto greco antico.
Fu tra i grandi maestri della scultura greca classica e di quella occidentale in generale, che ebbe il merito di aprire alla dimensione dell'emotività umana, fino a quel momento solo limitatamente esplorata.

## Biografia

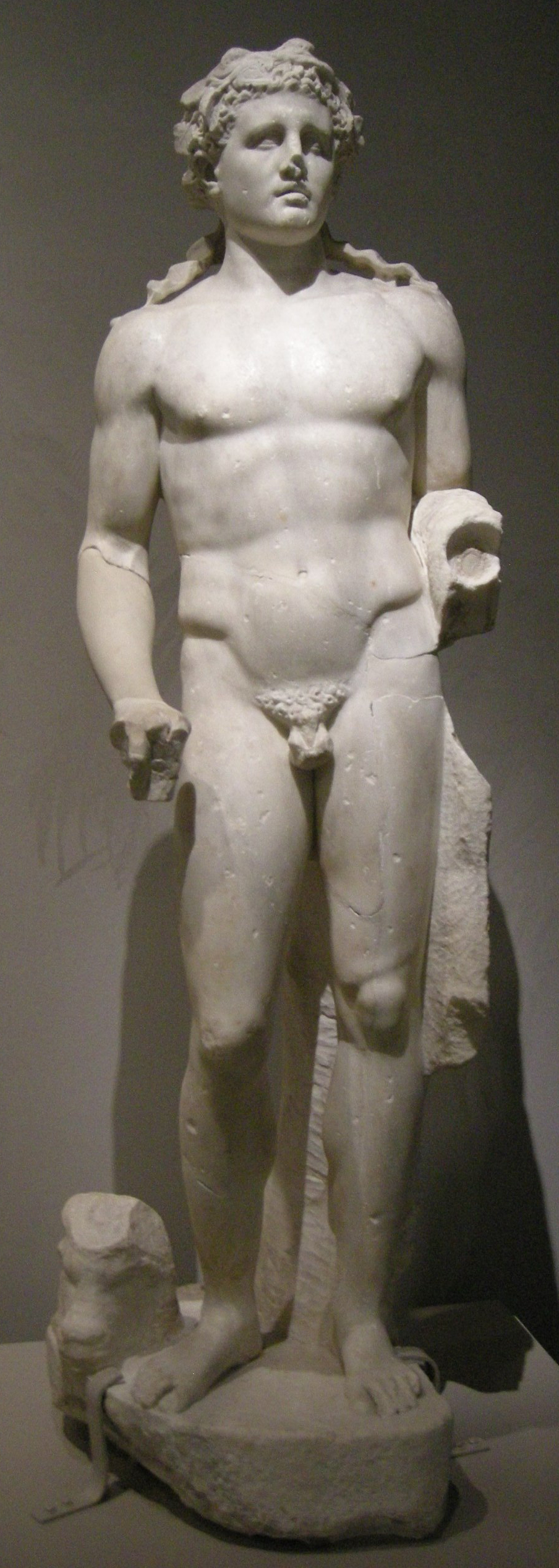
L'Herakles Hope, possibile copia romana del II-III secolo d.C. da un originale del IV secolo a.C. attribuito a Skopas. Los Angeles County Museum of Art 50.33.22.

Figlio forse dello scultore Aristandro, della sua vita si hanno poche notizie, scarsissime se confrontate con la celebrità di cui godette nel mondo antico come precursore della scultura ellenistica. Attivo tra il 375 e il 330 a.C. lavorò essenzialmente con il marmo, una sola sua opera, l'Afrodite Pandemos in Elide, è definita bronzea dalle fonti (Pausania VI, 25.1). Fu impegnato soprattutto nella produzione di statue di culto, particolarmente difficili da copiare dunque conosciute attraverso copie con numerose varianti. Nessuna delle sue opere originali sembra essere giunta ai giorni nostri e la sua opera, dal punto di vista stilistico, può essere studiata soprattutto a partire dai resti della decorazione frontonale del tempio di Atena Alea a Tegea, la quale è tuttavia ritenuta opera di bottega. Restano solo poche descrizioni delle sue opere e praticamente nulla viene riferito dalle fonti riguardo al suo stile, a parte un frequente parallelismo tra lui e Prassitele. Per Skopas non è stato tramandato il nome di nessun maestro, né le fonti accennano ad eventuali suoi allievi.
Ogni tentativo di ricostruzione cronologica dell'attività di Skopas è stato effettuato a partire dalla data di costruzione del Mausoleo di Alicarnasso nel 353-351 a.C., del quale gli sono attribuite le figure del fregio sul lato orientale (Amazzonomachia). Per le somiglianze stilistiche tra le sculture di Tegea e alcune parti della decorazione scultorea del tempio di Asclepio a Epidauro, Andrew Stewart ha ipotizzato una prima formazione di Skopas in quest'ultimo cantiere, datato tra il 380 e il 375 a.C. Tra il 370 e il 360 a.C. dovette svolgersi un periodo di formazione ateniese, durante il quale Skopas entrò in contatto con le opere di Fidia e dei suoi discepoli, e dove perfezionò la propria tecnica. A questo periodo e alla tradizione attica è di solito riferita la statua detta Apollo Palatino (Plinio, Nat. hist., XXXVI, 25; Properzio, II, 31), dal nome del tempio romano dove fu condotta da Augusto (il tempio di Apollo Palatino) e dove fu installata insieme all'Artemide di Timoteo; l'opera è nota da riproduzioni su monete imperiali romane, da alcune copie acefale e dal rilievo della Base di Augusto conservata a Sorrento.
Pausania riferisce di una statua di Eracle eretta nel ginnasio presso l'agorà di Sicione  (Paus., II, 10.1) attribuendola a Skopas. L'opera, riferibile al 360 a.C. circa è stata identificata nell'Eracle Lansdowne da Botho Graef e da Adolf Furtwängler e più tardi nell'Eracle Hope ora al Los Angeles County Museum of Art. Nessuno dei due collegamenti è privo di incertezze; le teste di entrambe le tipologie sono state inoltre variamente collegate alla testa del tipo detto di Genzano, dal luogo di ritrovamento dell'erma conservata al British Museum. L'impianto dell'Eracle Lansdowne è policleteo, ma l'anatomia e l'espressione patetica del volto presentano una spiccata originalità.
Plinio ricorda la partecipazione di Skopas alla ridecorazione dell'Artemision di Efeso, dopo la distruzione dovuta ad un incendio nel 356 a.C., per scolpire una delle columnae caelatae del tempio (Nat. hist., XXXVI, 95). I frammenti superstiti, più che riferirsi allo stile di Tegea, sembrano opera di maestranze attiche, la presenza di Skopas a Efeso non è tuttavia da escludersi e la sua collaborazione in fase progettuale potrebbe essere supportata dalla scelta per l'Artemision di temi marini che ricordano il tiaso marino che di nuovo Plinio attribuisce a Skopas (Nat. hist., XXXVI, 25-26).
Come già accennato Skopas ricostruì, come architetto e come scultore, il tempio di Atena Alea a Tegea che era andato distrutto in un incendio e che fu ricostruito intorno al 345 a.C., dopo il suo rientro dall'Asia; attraverso i frammenti dei frontoni ricostruiti ed esposti nel Museo archeologico nazionale di Atene è possibile farsi un'idea dell'accentuazione espressiva e drammatica assolutamente innovativa che caratterizza la sua opera.
Allo stesso periodo di Tegea, quindi riferibile alle opere più tarde, apparterrebbe il Meleagro (345-340 a.C.), che rappresenta l'eroe dopo il trionfo nella caccia al cinghiale calidonio, prima del dono della testa del cinghiale ad Atalanta; di quest'opera tuttavia non esistono riferimenti letterari. Una delle copie migliori è ritenuta essere quella conservata al Vaticano (Museo Pio Clementino 490), mentre per la testa il riferimento più vicino all'originale potrebbe essere quello della Villa Medici a Roma. Una delle riproduzioni, la copia Fogg conservata ad Harvard è stata collegata da Andrew Stewart all'Asclepio senza barba visto da Pausania presso il relativo tempio di Gortyna (Paus., VIII, 28), oppure all'Asclepio del gruppo di culto tegeate.
L'esuberanza dinamica delle opere di Skopas sembra aver raggiunto il culmine nella Menade danzante, descritta da Callistrato, e nel Pothos, dove lo stesso sentimento religioso sembrerebbe incarnarsi ormai in una sua versione più quieta e priva di tensioni muscolari.
Altre opere di Skopas citate dalle fonti sono: un'Ecate per Argo, due Erinni per Atene, un Ermete, una Hestia, delle Canefore, un'Artemide Èukleia, un'Atena Prònaia per Tebe.

## Opere

### Mausoleo di Alicarnasso
Plinio (Nat. hist., XXXVI, 30-31) e Vitruvio (De archit., VII, 12-13) riferiscono della presenza di quattro scultori a Alicarnasso, impegnati nella decorazione del Mausoleo, Leocare, Briasside, Timoteo e Skopas, ciascuno avendo ricevuto l'incarico per uno dei quattro lati dell'edificio. L'imponenza della decorazione del Mausoleo impedisce però le attribuzioni, se non in via esclusivamente ipotetica, alle mani dei quattro scultori, dovendo pensare anzitutto ad un numero molto elevato di artigiani attivi all'interno delle rispettive botteghe e provenienti da diverse parti della Grecia. L'uniformità stilistica dipendeva dunque dal grado di penetrazione dello stile di questi maestri tra i collaboratori alla propria bottega.

### Tempio di Atena Alea a Tegea

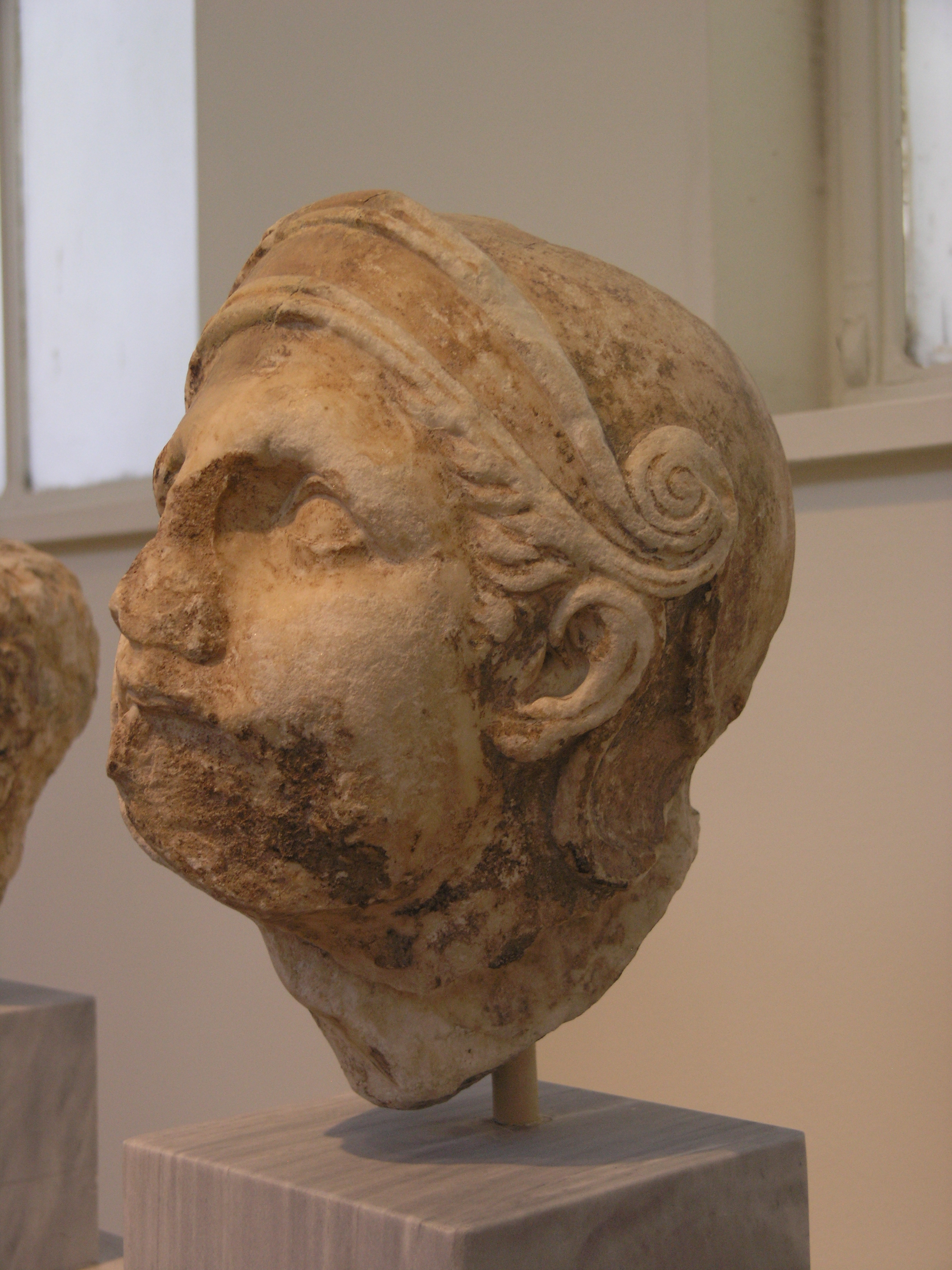
Testa di guerriero, frontone occidentale del tempio di Athena Alea a Tegea. Atene, Museo archeologico nazionale 180.

Pausania indica l'attività di Skopas per il tempio di Atena Alea a Tegea come architetto (Paus., VIII, 45.4-7) e come autore delle statue in marmo pentelico di Igea e Asclepio da affiancare all'Atena centrale di Endoios come gruppo cultuale nella cella (Paus., VIII, 47.1). Nulla aggiunge relativamente alla responsabilità della scultura architettonica, il cui progetto è in ogni caso da attribuirsi ad un'unica mente e la cui esecuzione, vista la scarsa omogeneità stilistica dei frammenti rimasti, deve essere attribuita ad artigiani di bottega. L'operazione architettonica appare ispirata al tempio di Apollo Epicurio a Bassae.

### Menade di Dresda
La menade di Dresda (Staatliche Kunstsammlungen 133) è solitamente ritenuta copia, in scala ridotta, di quella menade opera di Skopas descritta da Callistrato nelle sue Ekphràseis. L'identificazione è stata effettuata inizialmente da Georg Treu e Karl Anton Neugebauer. L'originale è generalmente datato all'ultimo periodo del lavoro di Skopas, verso il 330 a.C.; Stewart tuttavia, in base alle caratteristiche della modellazione del corpo e alla struttura della testa considera l'opera databile ad un periodo antecedente al Mausoleo di Alicarnasso. Il movimento della figura, costituito da una doppia torsione attorno ad un asse centrale, è teso ad esprimere la frenesia della danza bacchica con realismo ma senza oltrepassare i confini del linguaggio classico. La spirale completa è stata evitata dando luogo ad una tridimensionalità indotta nella mente dell'osservatore piuttosto che esplicita. L'opera inoltre sembra destinata ad essere osservata prevalentemente dal lato sinistro e potrebbe essere stata originariamente collegata ad una parete di fondo. Il tipo di torsione messo in atto nella menade è molto simile a quello della figura del guerriero ferito all'angolo destro del frontone occidentale del tempio di Asclepio a Epidauro ed è possibile che a Epidauro sia nato l'interesse di Skopas per le possibilità offerte da questo tipo di movimento.

### Tiaso marino
Il Tritone Grimani a Berlino, originale del IV secolo a.C., è stato collegato a Skopas per la somiglianza con le sculture di Tegea. La figura doveva essere vista da lontano, la parte superiore della schiena non è modellata e la testa è chiaramente disegnata per essere vista dal basso. Il Tritone può essere datato agli anni cinquanta, al periodo in cui Skopas si trovava in Asia e assegnato a quel Tiaso marino di cui riferisce Plinio (Nat. hist., XXXVI, 25-26). Il luogo del ritrovamento potrebbe essere argomento conclusivo se si potesse dimostrare che il Tritone è parte sopravvissuta di quel gruppo importato da Oriente da Domizio Enobarbo e esposto nel tempio da lui fatto erigere al Circo Flaminio, ma la provenienza della statua non è chiara.

### Pothos

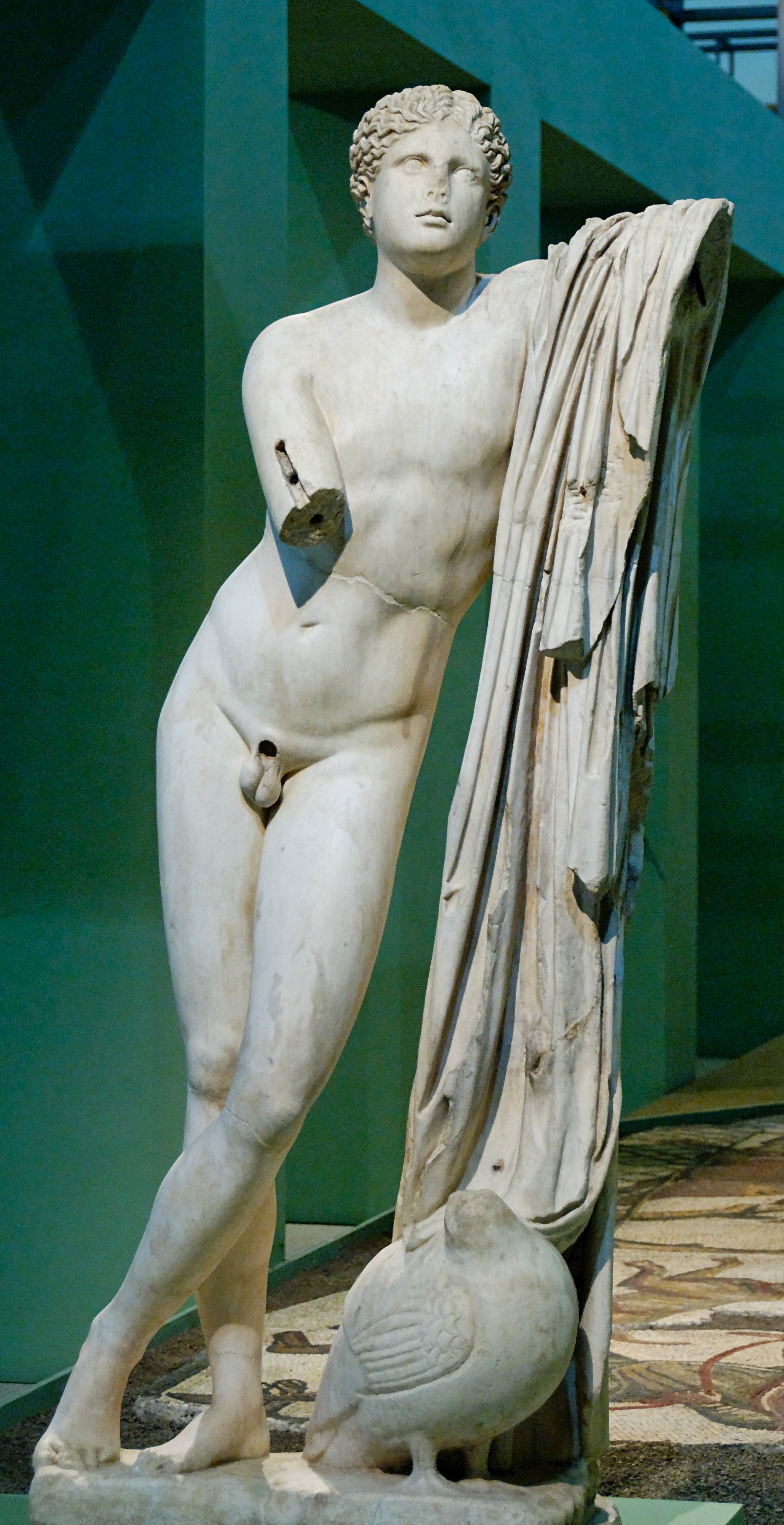
Pothos, copia da originale del IV secolo a.C. attribuito a Skopas. Roma, Musei Capitolini S2417.

Non si conosce esattamente la provenienza dell'originale dal quale deriva la statua del Pothos giunta sino a noi attraverso numerose copie e attribuita a Skopas dal Furtwängler nel 1901. La copia più nota è quella della Centrale Montemartini (Musei Capitolini S2417). Skopas aveva scolpito questo soggetto almeno due volte, una volta per un gruppo scultoreo con Eros e Himeros a Megara (Paus., I, 43.6) e una seconda volta per un gruppo a Samotracia. La presenza di Skopas a Samotracia nell'ultima fase della sua attività, riferita da Plinio nel passo già citato a proposito del tiaso marino (Nat. hist., XXXVI, 25-26), al riguardo di un gruppo cultuale comprendente Afrodite, Pothos e Fetonte, è ormai documentata anche dagli scavi.
I rilievi che decoravano i cassettoni del propileo nel santuario dei Grandi Dei sono stati attribuiti alla sua bottega e datati ad un periodo immediatamente successivo ai frontoni di Tegea. La figura del Pothos faceva parte di un gruppo probabilmente disposto a ridosso di una parete, come lo sviluppo sul piano della statua farebbe pensare; sembra inoltre che all'interno del gruppo la posa del Pothos sia stata funzionale nel concentrare l'attenzione sulla figura centrale dell'Afrodite.
Nella ricomposizione del gruppo da parte di Heinrich Bulle le figure del Pothos e di Fetonte si bilanciano ai lati della figura centrale e l'intera composizione risulta caratterizzata da un notevole senso di coesione formale e emozionale. L'esistenza del Pothos in uno spazio tridimensionale è accennata solo tramite l'incrocio degli arti e il movimento del capo, tutti elementi che conducono senza tensione lo sguardo dell'osservatore verso la figura alla sua sinistra. Questa posa, nei suoi elementi essenziali, non è isolata in ambito tardo classico, basti pensare all'Apollo Sauroctono, o ai rilievi votivi ateniesi con simili figure appoggiate a colonnine laterali.

## Stile
Le radici dello stile di Skopas risiedono nello studio dell'arte classica di Fidia e di Policleto muovendosi in una direzione opposta rispetto a quella di Lisippo.  
Skopas condivide con gli scultori del IV secolo a.C. la volontà di creare un rapporto più stretto tra l'opera e l'osservatore, ma anche sotto questo aspetto, se paragonata con le innovazioni introdotte da Prassitele, l'arte di Skopas resta classica nell'evitare ogni rottura con la tradizione. 
La sua opera si sviluppa a partire dal manierismo postfidiaco, dalla decorazione scultorea dell'Heraion di Argo e dall'arte ateniese che giunge a noi riflessa nella ceramografia della fine del V secolo a.C. dove si accentuano le pose di tre quarti e le figure si costruiscono attraverso una torsione inorganica dei fianchi rispetto al busto; si veda ad esempio l'anfora del Pittore di Suessula al Louvre (S 1677). La tendenza ad una maggiore coerenza nella composizione, come nelle singole figure appartiene già alla prima generazione del nuovo secolo, ma fu Skopas a risolvere i problemi posti, forse a partire dal tempio di Asclepio a Epidauro, mentre per quanto riguarda la statuaria a tutto tondo nel periodo tra il 400 e il 370 a.C. i presupposti più significativi sono riscontrabili nel discoforo di Naucide, e nella Atena Rospigliosi, forse di Timoteo.
Differentemente da Fidia, la scultura di Skopas manca della grandezza nata dall'incrollabile fiducia nell'umanità e negli dei, vi è in compenso la tragicità del vivere la condizione umana con tutta la drammaticità del dolore e della sofferenza. Un esempio di questa particolare interpretazione è visibile nella Menade danzante, dove tutto è movimento, proiezione, dinamicità. Anche in opere meno rivoluzionarie, come il Pothos, dove il movimento è meno accentuato, sono i giochi di luce, i chiaroscuri, che danno vita a una sensazione di movimento statico, una continua ricerca dell'andare oltre.
Un'altra caratteristica di Skopas era quella di non rifinire mai le proprie opere. Le sue sculture, pervenute a oggi solo tramite copie romane dell'epoca imperiale, non erano mai completamente sgrezzate, mantenendo sempre forti contrasti di luce e di ombra. Si potrebbe quasi dire fossero le antesignane dei Prigioni michelangioleschi dove la vita, l'anima delle opere, vive già all'interno del blocco di marmo; anche se appena sbozzata, la figura, il personaggio, la vitalità dell'opera esce fuori lo stesso in tutta la sua energia, la sua vitalità.
Indici particolarmente significativi dello stile e dell'interpretazione emotiva della scultura di Skopas sono le teste di Tegea, con i tratti somatici leggermente deformati, ma con una grande carica espressiva, nella postura della bocca semiaperta, con i segni delle rughe che inarcano la fronte, lo sguardo, rivolto verso il cielo, la profondità dello sguardo accentuata ancor più dalle orbite incavate che contrastano con la sporgenza eccessiva delle sopracciglia.